# Liste der Kulturdenkmale in Rodenäs
In der Liste der Kulturdenkmale in Rodenäs sind alle Kulturdenkmale der schleswig-holsteinischen Gemeinde Rodenäs (Kreis Nordfriesland) und ihrer Ortsteile aufgelistet (Stand: 10. März 2025).

## Legende
In den Spalten befinden sich folgende Informationen:
- Objekt-ID: die Nummer des Kulturdenkmales
- Lage: die Adresse des Kulturdenkmales und die geographischen Koordinaten. Kartenansicht, um Koordinaten zu setzen. In der Kartenansicht sind Kulturdenkmale ohne Koordinaten mit einem roten Marker dargestellt und können in der Karte gesetzt werden. Kulturdenkmale ohne Bild sind mit einem blauen Marker gekennzeichnet, Kulturdenkmale mit Bild mit einem grünen Marker.
- Offizielle Bezeichnung: Bezeichnung des Kulturdenkmales
- Beschreibung: die Beschreibung des Kulturdenkmales
- Bild: ein Bild des Kulturdenkmales

## Sachgesamtheiten
| Objekt-ID      | Lage                                            | Offizielle Bezeichnung | Beschreibung | Bild                             |
| -------------- | ----------------------------------------------- | ---------------------- | --- | -------------------------------- |
| 45445          | Norddeich 2, 3, 4 (54° 54′ 40″ N, 8° 40′ 13″ O) | Zollhäuser Rodenäs     | Zollhäuser Rodenäs; 1920–23, Reichsbauamt Flensburg; Ensemble aus drei traufständigen ehem. Wohnhäusern für Zollbeamte, traufständige Backsteinbauten unter Schopfwalmdächern, eingeschossig über Sockelgeschoss, rückwärtig je zwei niedrigere Satteldachanbauten - Begründung: geschichtlich, städtebaulich, Kulturlandschaft prägend - Schutzumfang: ehem. Zollhäuser Norddeich 2, 3, 4 | BW                               |
| 40645 Wikidata | Oldorf (54° 53′ 20″ N, 8° 41′ 59″ O)            | Kirche Rodenäs         | Aktualisierung vorgesehen - Begründung: geschichtlich, künstlerisch, städtebaulich, Kulturlandschaft prägend - Schutzumfang: Kirche mit Ausstattung, Glockenhaus, Kirchhof, Grabmale bis 1870 | weitere Fotos \| Fotos hochladen |

## Bauliche Anlagen
| Objekt-ID     | Lage                                         | Offizielle Bezeichnung       | Beschreibung | Bild                             |
| ------------- | -------------------------------------------- | ---------------------------- | --- | -------------------------------- |
| 4332          | Kixbüll 10 (54° 53′ 10″ N, 8° 42′ 50″ O)     | Uthländisches Haus           | Uthländisches Haus; ca. Ende 18. Jh. bis 2. H. 19. Jh.; eingeschossiger, winkelförmiger Backsteinbau unter reetgedecktem Schopfwalmdach, südlicher Wohnflügel mit Zwerchhaus, nördlicher Stallflügel mit Durchfahrtsloo - Begründung: geschichtlich, Kulturlandschaft prägend - Schutzumfang: Uthländisches Haus, Warft - Denkmaltyp: Bauliche Anlage | BW                               |
| 4130 Wikidata | Oldorf (54° 53′ 20″ N, 8° 41′ 59″ O)         | Kirche mit Ausstattung       | Alteintragung (Aktualisierung vorgesehen) - Begründung: geschichtlich, künstlerisch, städtebaulich - Schutzumfang: Kirche mit Ausstattung, Glockenhaus - Denkmaltyp: Bauliche Anlage, Sachgesamtheit: Kirche Rodenäs | weitere Fotos \| Fotos hochladen |
| 7985          | Ophusum 7 (54° 53′ 11″ N, 8° 40′ 28″ O)      | Wohnhaus                     | Wohnhaus; 19. Jh.; ehem. Bauernhof, eingeschossiger, Rotziegelbau mit reetgedecktem Walmdach und Zwerchhaus; auf Warft - Begründung: geschichtlich, Kulturlandschaft prägend - Schutzumfang: Wohnhaus, Warft - Denkmaltyp: Bauliche Anlage | BW                               |
| 4337          | Rickelsbüll 9 (54° 54′ 19″ N, 8° 39′ 55″ O)  | Kate                         | Kate; 19. Jh.; eingeschossiger, geschlämmter Ziegelbau mit reetgedecktem Walmdach; auf Warft - Begründung: geschichtlich, Kulturlandschaft prägend - Schutzumfang: Kate, Warft - Denkmaltyp: Bauliche Anlage | BW                               |
| 54835         | Rickelsbüll 10 (54° 54′ 22″ N, 8° 39′ 56″ O) | Wohn- und Wirtschaftsgebäude | Wohn- und Wirtschaftsgebäude; 1900; winkelförmig errichteter, eingeschossiger Sichtziegelbau mit reetgedecktem Halbwalmdach, Zwerchhaus und Scheune; auf Warft mit erhaltenem Trinkwasserteich - Begründung: geschichtlich, Kulturlandschaft prägend - Schutzumfang: Wohn- und Wirtschaftsgebäude, Warft - Denkmaltyp: Bauliche Anlage                | BW                               |

## Gründenkmale
| Objekt-ID      | Lage                                 | Offizielle Bezeichnung | Beschreibung | Bild            |
| -------------- | ------------------------------------ | ---------------------- | --- | --------------- |
| 19309 Wikidata | Oldorf (54° 53′ 19″ N, 8° 41′ 58″ O) | Kirchhof               | Alteintragung (Aktualisierung vorgesehen) - Begründung: geschichtlich, Kulturlandschaft prägend - Schutzumfang: Kirchhof, Grabmale bis 1870 - Denkmaltyp: Gründenkmal, Sachgesamtheit: Kirche Rodenäs | Fotos hochladen |

## Quelle
- Liste der Kulturdenkmale in Schleswig-Holstein – Kreis Nordfriesland (PDF)

- Karte mit allen Koordinaten:
- OSM |
- WikiMap